# Орб (река)
Вижте пояснителната страница за други значения на Орб.
Орб (на френски: Orb) е река в Южна Франция, департамент Еро. Дължината ѝ е 135,4 km.
Орб извира в малката планина Ескандорг, Централен масив. Влива се в Средиземно море. Площта на водосборния басейн на реката е 1585 km². Средният ѝ отток е 23,40 m³/s